# 大榭遗址
29°55′14.22″N 121°56′44.63″E / 29.9206167°N 121.9457306°E
大榭遗址是浙江省宁波市北仑区一处新石器时代遗址。遗址位于大榭岛中部的下厂村，1980年当地曾发现石锛等磨制石器。2015年9月至12月，为配合基建，宁波市文物考古研究所对此地进行考古调查，出土部分新石器时代陶器和石器。2016年4月至2017年12月，宁波市文物考古研究所、南京大学、中国人民大学等机构对该遗址进行两期考古发掘，发现遗址由良渚文化、钱山漾文化时期，东周及宋元时期地层组成，发现房址、墓葬、灶坑等遗迹。在遗址二期地层中，发现当时已知中国最早的海盐业遗存。遗址入围2017年度全国十大考古新发现终评，2023年6月列入浙江省文物保护单位。